# فرودگاه

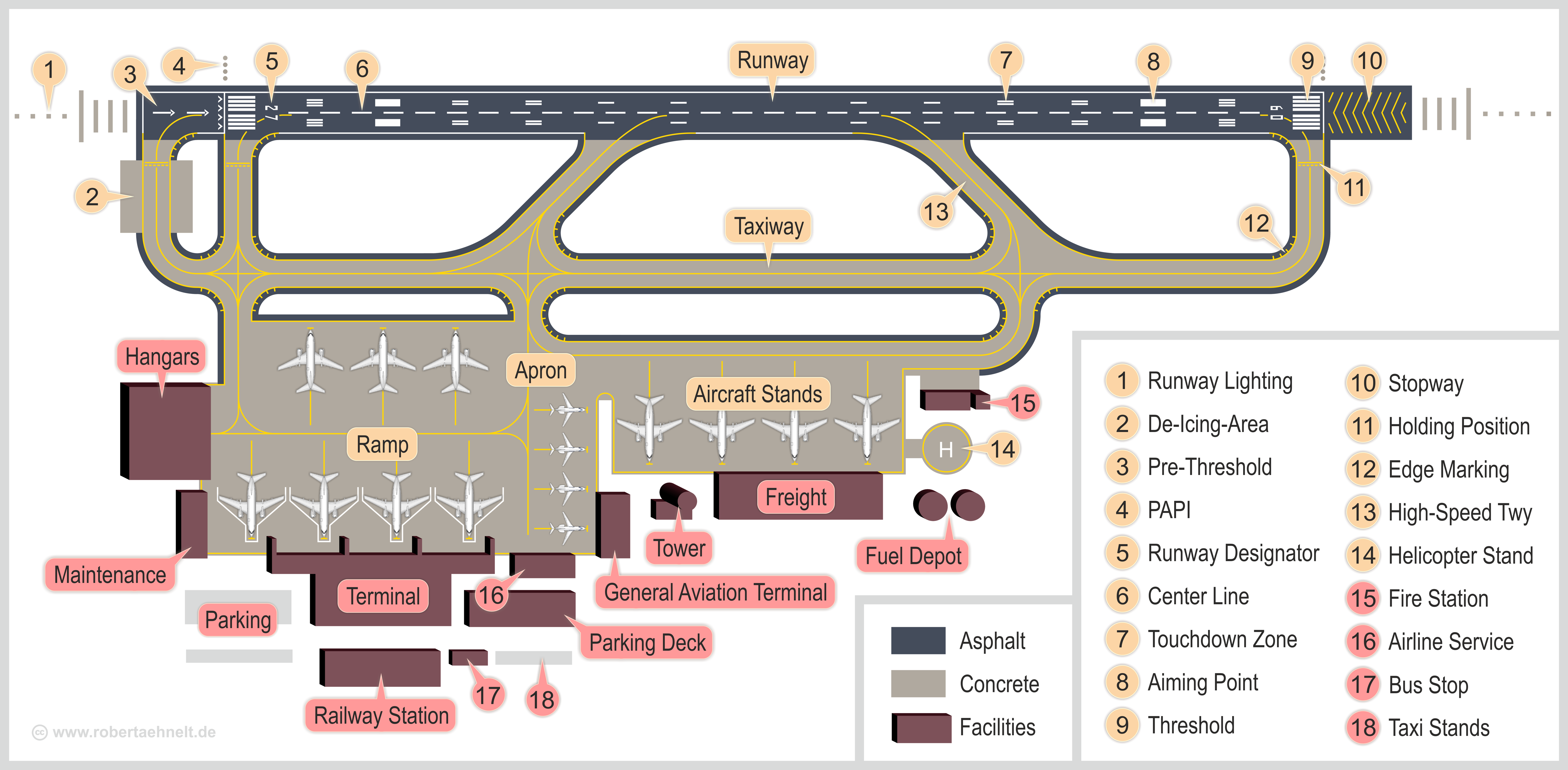
نمونه‌ای از فرودگاه معمول، فرودگاه‌های بزرگتر دارای شمار باند بیشتر و ترمینال‌های بیشتری می‌باشند.

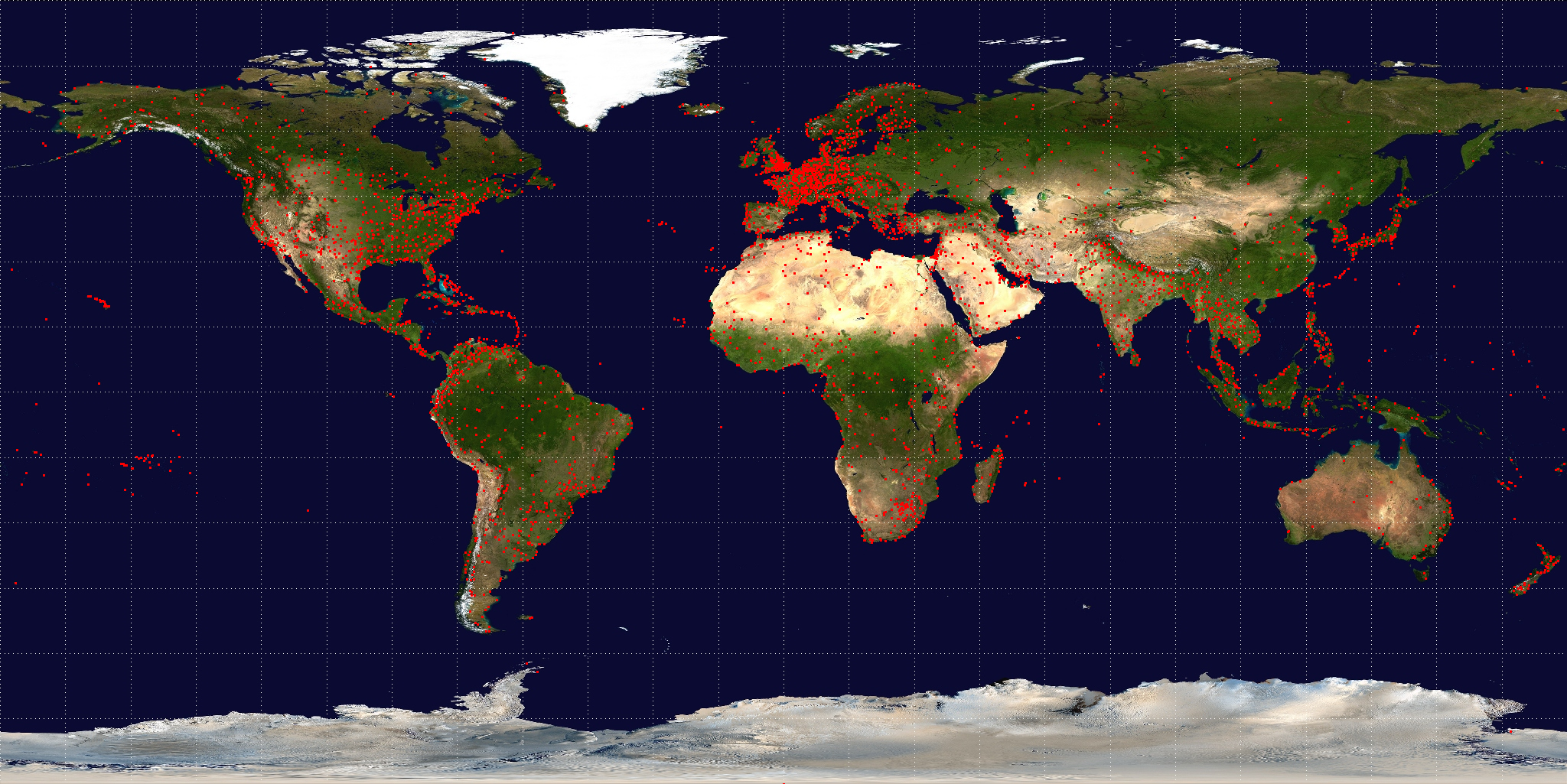
نقشه‌ای از جایگیری فرودگاه‌های جهان (۲۰۰۸)

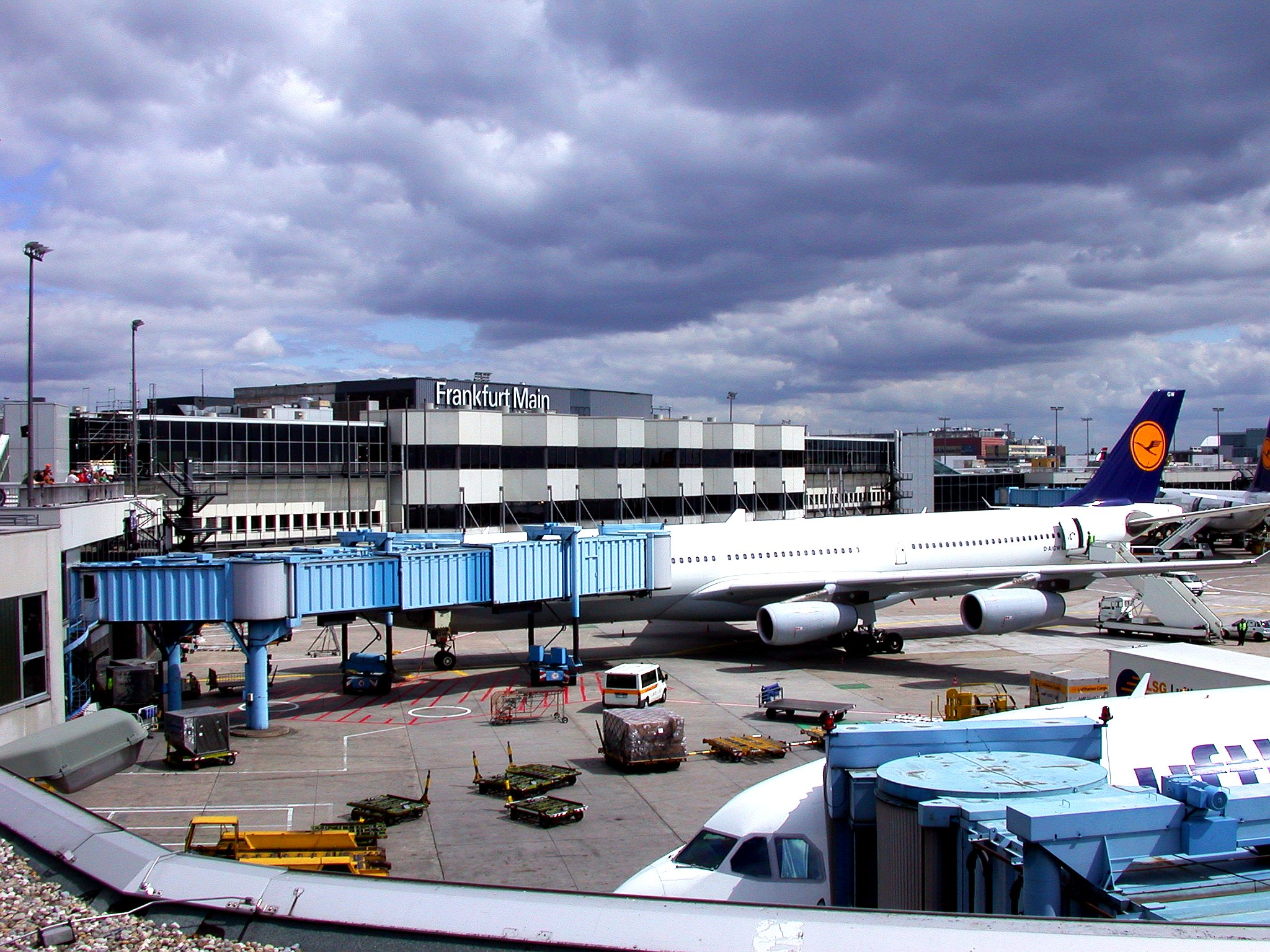
پایانه شماره یک فرودگاه فرانکفورت

فُرودگاه، جایی است که برای نشست و برخاست هواپیماها ساخته شده‌است. فرودگاه‌ها به‌طور معمول دارای امکاناتی برای سوخت‌گیری و نگهداری و تعمیر هواپیما و نیز دارای برج کنترل و مراقبت پرواز می‌باشند. جای فرود از اجزای اصلی فرودگاه است که یک جای قابل دسترسی هوایی با آسمان باز برای باند فرود می‌باشد تا هواپیما بتواند پرواز را آغاز کند یا هلی‌پد افزون بر تأسیسات وابسته‌ای همچون برج مراقبت، هنگرُ یا آشیانه و ترمینال می‌باشد. فرودگاه‌های بزرگ دارای مرکز کنترل ترافیک هوایی و تالار مسافران، آپرون، تاکسی‌وی و مرکز امداد اضطراری می‌باشند. در حالیکه فرودگاه‌های کوچک ممکن است از باندهای پروازی کوچک (یک تا دو کیلومتر) خاکی یا شنی ساخته شده باشند، فرودگاه‌های بزرگی که برای پروازهای بین‌المللی مورد استفاده قرار می‌گیرند معمولاً دارای باندهای آسفالتی و بلندی هستند که طول آن‌ها به چند کیلومتر می‌رسد. فرودگاه‌های کوچک و فرودگاه‌های بزرگ می‌توانند مجهز به برج کنترل ترافیک باشند یا در صورت لزوم فاقد آن باشند، این امر بستگی به حجم ترافیک منطقه و همچنین سرمایه‌گذاری انجام شده در آن فرودگاه دارد، هرچند در بیشتر فرودگاه‌های بین‌المللی واحد مراقبت پرواز در فرودگاه مستقر است.
معمولاً فرودگاهی با هلی‌پد و بدون باند فرود هلی پورت نامیده می‌شوند. فرودگاه‌های مخصوص هواپیماهای دریانشین معمولاً پایگاه هواپیماهای دریایی نامیده می‌شوند که دارای مسیر آب آزاد کافی برای فرود و برخاست هواپیما و لنگرگاهی برای بستن هواپیما می‌باشند.
در فرودگاه‌های بین‌المللی، بخش‌های کنترل گذرنامه و گمرک نیز ساخته می‌شود.

## فرودگاه در گویش‌های دیگر
فرودگاه به معنی جای نشستن و برخاستن هواپیماها یا هر هواگرد دیگری است. میدان هوایی، واژه رایج فارسی افغانستان برای فرودگاه است.

## باند پرواز
به محل نشستن و برخاستن هواپیما باند گویند که می‌تواند آسفالته یا بتنی باشد. باندها را به وسیله یک عدد دو رقمی در دو سر باند مشخص و نام‌گذاری می‌کنند که این عدد نشانگر زاویه باند با شمال مغناطیسی است. اعداد دوسر باند همیشه ۱۸۰ درجه باهم اختلاف دارند که این اعداد می‌تواند در ناوبری هواپیما به خلبان هواپیما کمک کند، برای مثال باند فرودگاه مهرآباد تهران را با اعداد ۲۹ و ۱۱ نامگذاری کرده‌اند که به معنای این است که زاویه یک سر آن ۲۹۰ درجه و سر دیگر باند ۱۱۰ درجه است.
باند از قسمت‌های مختلفی تشکیل شده‌است مثل آستانه، تاچ دان زون، شانه خاکی دو سر باند و …
باندها همچنین باید از نظر زیرسازی مقاوم شده باشد تا تحمل وزن هواپیما در هنگام نشست که با توجه به سرعت هواپیما ضربه چندین برابر وزن است را داشته باشد.

## تاکسی‌وی
به مسیرهای فرعی باند که به منظور تردد هواپیما و حرکت از رمپ به باند، از باند به رمپ و از باندی به باند دیگر تعبیه شده تاکسی‌وی گویند که با خطوط زرد رنگ و با دو عدد و حرف نامگذاری می‌شود.

## تأسیسات فرودگاه
فرودگاه‌های بین‌المللی عموماً دارای مجموعه‌ای از تأسیسات و ساختمان‌هایی هستند که مسافران در این اماکن به هواپیما سوار یا از آن پیاده می‌شوند و همچنین بار هواپیماها تخلیه یا بارگیری می‌شوند. تأسیساتی که مسافران از طریق آن‌ها با حمل و نقل زمینی، خرید بلیط، انتقال بار همراه، و چمدانهای خود و همچنین عبور از ورودی‌های امنیتی از آن‌ها استفاده می‌کنند ترمینال یا پایانه نامیده می‌شود و همچنین ساختمان‌هایی که مسافران برای سوار شدن به هواپیما در آنجا تجمع می‌نمایند سالن انتظار نامیده می‌شود. در هر صورت این دو اصطلاح به جای یکدیگر قابل استفاده هستند. معمولاً تسهیلات گمرکی موجود در فرودگاه‌های بین‌المللی و همچنین سطح بالای عوامل امنیتی که در این فرودگاه‌ها به چشم می‌خورد از عواملی هستند که آن‌ها را از فرودگاه‌های کوچک قابل تفکیک می‌نماید.

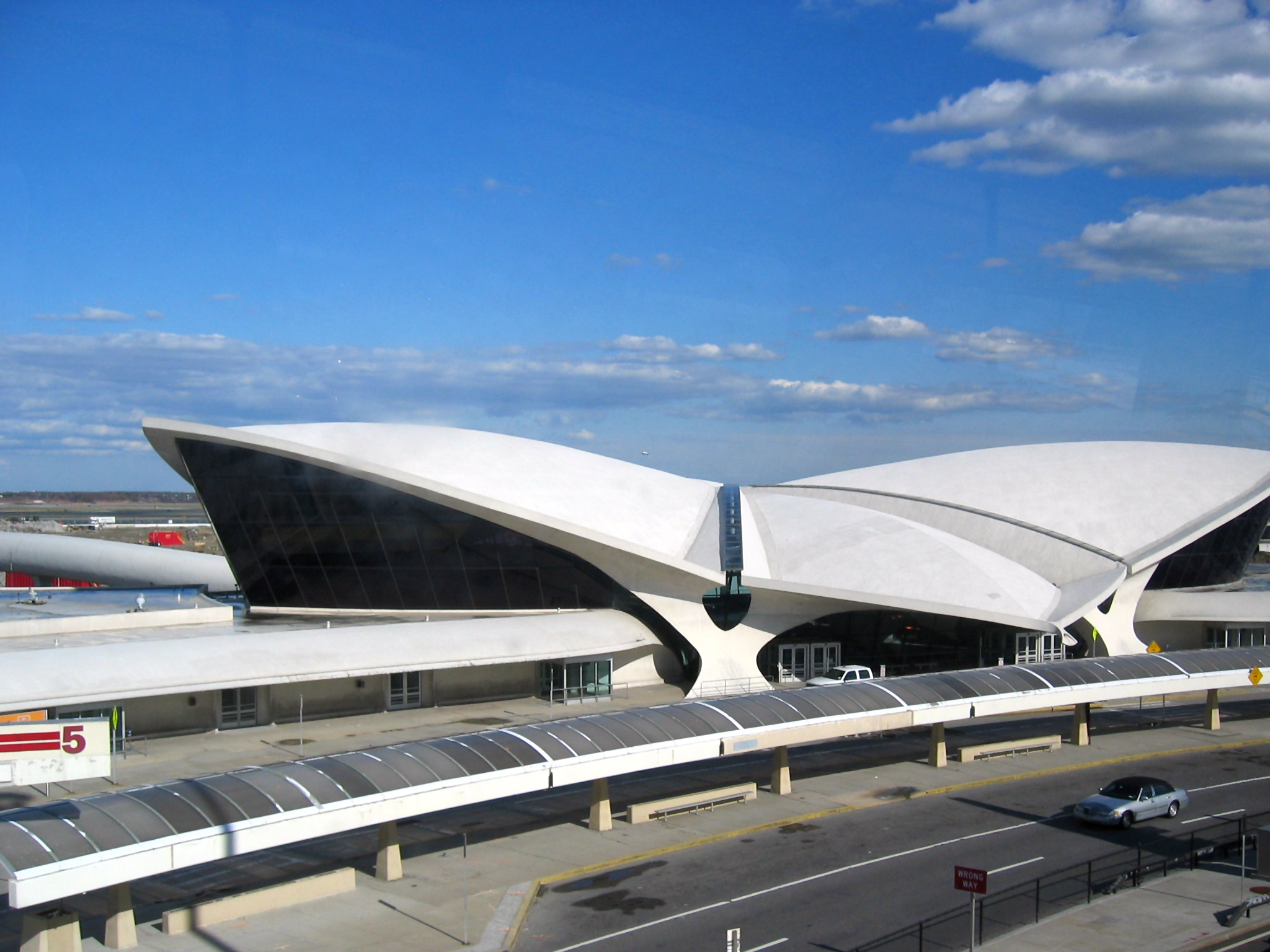
پایانه پنج فرودگاه جان اف کندی شهر نیویورک

برای خطوط مسافربری کوچک‌تر و هواپیماهای خصوصی، خدماتی از قبیل، تعمیر و نگهداری هواپیما، خدمات مورد نیاز خلبانان، خدمات مورد نیاز اجاره هواپیما، و همچنین اجاره آشیانه هواپیما توسط پایگاه‌های ثابت که اصطلاحاً (fixed base operator) نامیده می‌شوند، صورت می‌پذیرد.
کلیه فرودگاه‌ها منحصراً به‌وسیله کد فرودگاهی انجمن بین‌المللی ترابری هوائی (IATA) و کد فرودگاهی سازمان بین‌المللی هواپیمائی کشوری (ICAO) شناخته می‌شوند. در ایالات متحده آمریکا و همچنین برخی از کشورها، فرودگاه‌ها با نام شخصیت‌های نامدار آن کشور، به ویژه چهره‌های سیاسی، نامگذاری می‌شوند. در ایران نیز فرودگاه بین‌المللی امام خمینی به نام بنیانگذار جمهوری اسلامی ایران نامیده شد.
- امکانات مسافرتی فرودگاه

1. هتل
2. رستوران
3. جابه جایی مسافر
4. کمک‌های پزشکی (مثل: کمک‌های اولیه، آمبولانس، دکتر در فرودگاه و بیمارستان در شهر)
5. بانک و ادارهٔ پست
6. ادارهٔ توریستی برای توریست‌ها و…

- تجهیزات فرودگاه مهرآباد از نظر آتش‌نشانی و نجات جان انسان‌ها

۱) نوع آتش‌نشانی فرودگاه از نظر طبقه‌بندی از نوع ۹ (Category) می‌باشد.
1. مجهز به دستگاه یا کامیون فوم پاش به سطح باند می‌باشد.
2. توانایی جابه جایی (Tow یا push back) هواپیماها را دارد.

## مشکلات فرودگاه‌ها
حجم ترافیک هوائی و همچنین ترافیک هواپیماها روی زمین (حرکت هواپیما در باندهای پروازی و تاکسیروها) که در محدوده هر فرودگاه ایجاد می‌شود، از عوامل مؤثر در ایجاد آلودگی صوتی (صدای موتور هواپیما) و آلودگی هوا است، و حجم زیاد این آلودگی‌ها می‌تواند برای سلامتی جسمانی مضر بوده و همچنین در برنامه خواب افراد ایجاد اختلال نماید. غالباً ساکنین محلی، به نیت جلوگیری از تخریب ییلاقات حومه شهر، اماکن تاریخی، و زیست‌بوم محلی، در مقابل ساخت فرودگاه‌های جدید یا گسترش فرودگاه‌های موجود از خود مقاومت نشان می‌دهند.

## کد فرودگاهی سازمان بین‌المللی هواپیمائی کشوری (ICAO)
کد فرودگاه‌های ایران

## فرودگاه‌ها بر پایه کشور

### ایران
در ایران ۵۴ فرودگاه غیرنظامی و بیش از ۲۳۱ فروند هواپیما وجود دارد که سالانه گنجایش جابه‌جایی ۸۵ میلیون مسافر را دارند.